# Івченко Ярослава Анатоліївна
Івченко Ярослава Анатоліївна (нар.18 червня 1981, Харків, УССР, СРСР) — українська перекладачка, поетеса, прозаїк. Живе і працює у Варшаві, Польща. Середня донька Анатолія Івченко.

## Біографія
Народилася в родині мовознавця, бібліографа та видавця Анатолія Івченко (нар. 1953) и Ірини Івченко (нар. 1958).
У шкільні роки захоплювалася танцями, спортом, вітрильництвом, писала вірші, була учасницею літературної формації «Zacharpolis MM».

## Освіта
- Харківський національний педагогічний університет ім. Г. Сковороди — спеціальність польська мова, українська мова і література.
- Європейський колегіум польських і українських університетів у м. Любліні (Польща) — дисертація про фольклорний образ чорта.

## Професійний досвід
- Викладач в університеті Вармінсько-Мазурському в Польщі
- Координатор проектів ЄВРО 2012
- Керівник проектів Зимової Олімпіади в Сочі-2014
- Керівник проектів в «REDDO Translations [Архівовано 24 січня 2019 у Wayback Machine.]»

## Переклади[1]

### з польської
- Малгожата Гутовська-Адамчик. 220 маршрутів / пер. з пол. Ярослави Івченко. — Львів: Урбіно, 2016. — 276 с.
- Малгожата Гутовська-Адамчик. 110 вулиць / пер. з пол. Ярослави Івченко. — Львів: Урбіно, 2015. — 279 с.
- Ґжеґож Касдепке. Велика книга почуттів [Архівовано 8 серпня 2020 у Wayback Machine.] / пер. з пол. Ярослави Івченко. — Львів: Урбіно, 2016. — 249 с.
- Ґжеґож Касдепке. Бон чи тон, або гарні манери для дітей [Архівовано 11 серпня 2020 у Wayback Machine.] / пер. з пол. Я. Івченко. — Львів: Урбіно, 2016. — 144 с.
- Йоанна Яґелло. Зелені мартенси / пер. з пол. Ярослави Івченко. — Львів: Урбіно, 2017. — 215 с.
- Малгожата Стренковська-Заремба. Детектив Кефірчик у пошуках скелета [Архівовано 30 серпня 2019 у Wayback Machine.] / пер. з пол. Ярослави Івченко. — Львів: Урбіно, 2018. — 220 с.
- Малгожата Стренковська-Заремба. Детектив Кефірчик і перший труп [Архівовано 30 серпня 2019 у Wayback Machine.] / пер. з пол. Ярослави Івченко. — Львів: Урбіно, 2019. — 249 с.
- Малгожата Стренковська-Заремба. Детектив Кефірчик і правнук герцогині [Архівовано 30 серпня 2019 у Wayback Machine.] / пер. з пол. Ярослави Івченко. — Львів: Урбіно, 2020. — 224 с.

### з англійської
- Кетрін Вудфайн. Загадка механічного горобця [Архівовано 12 грудня 2019 у Wayback Machine.] / пер. з англ. Ярослави Івченко. — Львів: Урбіно, 2020. — 318с. («Таємниці універмагу „Сінклер“»).

## Нагороди
- 2004 — ІІ премія у номінації «Романи» конкурсу «Коронація слова» за роман «Синдром набутого імунітету»

## Хобі
Дайвінг у тропічних водах

## Інтерв'ю
- Синдром ангела від Ярослави Івченко. Розмовляла Інна КОРНЕЛЮК / Газета «Поступ», 18.08.2004[3]
- Ушкалов Сашко, Ярослава Івченко: «Нарцисизм і ще кілька комплексів». Розмова Сашка Ушкалова із Ярославою Івченко — авторкою роману під робочою назвою «синдром набутого імунітету»  (Молода Україна, #3, Вересень 2003)[4]

## Рецензії
Чи існує імунітет від кохання?: [Про роман Я. Івченко "Синдром набутого імунітету] [Текст] / І. Л. Михайлин // Березіль. — 2004. — № 12. — С. 165—179.
М@йли до Бога. Критичні нотатки / «MediaPost» on-line (11.10.2007)